# Kairassuon vanha metsä
Kairassuon vanha metsä este o arie protejată (arie specială de conservare — SAC, sit de importanță comunitară — SCI) din Finlanda întinsă pe o suprafață de 9 ha, integral pe uscat.

## Localizare
Centrul sitului Kairassuon vanha metsä este situat la coordonatele 60°42′59″N 25°18′38″E / 60.7164°N 25.3106°E.

## Înființare
Situl Kairassuon vanha metsä a fost declarat sit de importanță comunitară în august 1998 pentru a proteja un număr necunoscut de specii din flora spontană și fauna sălbatică aflate în arealul zonei. Situl a fost protejat și ca arie specială de conservare în aprilie 2015.

## Biodiversitate
Situată în ecoregiunea boreală, aria protejată conține 2 habitate naturale: Taiga vestică, Mlaștini împădurite.
La baza desemnării sitului se află un număr nedeclarat de specii protejate.
Pe lângă speciile protejate, pe teritoriul sitului au mai fost identificate 2 specii de pești.